# 2400 Derevskaya
A 2400 Derevskaya (ideiglenes jelöléssel 1972 KJ) a Naprendszer kisbolygóövében található aszteroida. Tamara Mihajlovna Szmirnova fedezte fel 1972. május 17-én.